# Sławomir Stasiak (wojskowy)
Sławomir Stasiak (ur. 22 sierpnia 1962 w Łodzi) – oficer polskiej Marynarki Wojennej w stopniu komandora, magister inżynier nawigator, oficer Wydziału Operacyjnego Dowództwa Morskich Sił Uderzeniowych i Wsparcia NATO, wcześniej szef Sztabu – zastępca dowódcy dywizjonu Okrętów Zwalczania Okrętów Podwodnych 3 Flotylli Okrętów, odznaczony Krzyżem Zasługi.

## Służba wojskowa
Sławomir Stasiak jest absolwentem Wydziału Nawigacji i Uzbrojenia Okrętowego Wyższej Szkoły Marynarki Wojennej im. Bohaterów Westerplatte w Gdyni. Ukończył również podyplomowe studia dowódczo-sztabowe oraz kursy na zagranicznych uczelniach wojskowych.
Na pierwsze stanowisko służbowe – oficera nawigacyjnego – został skierowany w 1987 roku na niszczyciel rakietowy ORP "Warszawa" w 3 Flotylli Okrętów im. Komandora Bolesława Romanowskiego w Gdyni. Następnie był na tym okręcie kolejno dowódcą grupy rakiet działu okrętowego II – rakietowo-artyleryjskiego oraz dowódcą działu okrętowego I nawigacyjnego. W latach 2001-2004 służył w Wydziale Operacyjnym Sztabu 3 Flotylli Okrętów, początkowo jako starszy oficer, a później szef Sekcji Planowania. W 2004 roku objął stanowisko szefa Sztabu – zastępcy dowódcy dywizjonu Okrętów Zwalczania Okrętów Podwodnych.
Z dniem 3 lipca 2007 roku został oficerem Wydziału Planowania N5 Dowództwa Morskich Sił Uderzeniowych i Wsparcia NATO w Neapolu. Tym samym stał się pierwszym oficerem Marynarki Wojennej, który rozpoczął służbę w Dowództwie Morskich Sił Uderzeniowych i Wsparcia NATO (ang. Naval Striking and Support Forces NATO – STRIKFORNATO, SFN).

## Odznaczenia
- Brązowy Krzyż Zasługi
- Srebrny Medal „Siły Zbrojne w Służbie Ojczyzny”
- Złoty Medal „Za zasługi dla obronności kraju”